# Christelijk-Nationale Boeren- en Landvolkpartij
De Christelijk-Nationale Boeren- en Landvolkpartij (Duits: Christlich-Nationale Bauern- und Landvolkpartei), was een Duitse conservatieve partij ten tijde van de Weimarrepubliek.
De CNBL ontstond in 1928 als afscheiding van de conservatieve Duitse Nationale Volkspartij (Deutschnationale Volkspartei). De partij werd opgericht door DNVP-rijksdagafgevaardigde Hans Schlange-Schöningen; voorman van een groep DNVP'ers die ontevreden waren over de partijleiding onder leiding van de grootindustrieel Alfred Hugenberg en de Oost-Elbische grootgrondbezitters.
De CNBL was een partij die zich tot taak stelde de belangen van de kleine en middelgrote agrariërs te behartigen. De partijleiding lag echter in handen van een groepje Gutsbesitzern. De partij verheerlijkte het boerenleven en platteland. Een van haar leden, de schrijver Hans Fallada (later enige tijd lid van de SPD), was een van de belangrijkste verheerlijkers van het boerenleven. Daarnaast was de partij ook nationalistisch en gekant tegen het liberalisme en de sociaaldemocratie.
Bij de Rijksdagverkiezingen van 1928 behaalde de CNBL 581.800 stemmen, goed voor 10 zetels in de Rijksdag (Reichstag). In 1930 verkreeg de partij - die inmiddels haar naam had gewijzigd in Deutsches Landvolk - 1.108.700 stemmen en 19 rijksdagafgevaardigden. Bij de Landdagverkiezingen in Mecklenburg van dat jaar - te midden van de landbouwcrisis en de boerenopstanden - werd de CNBL de grootste partij. Bij de Rijksdagverkiezingen van juli 1932 verloor de CBNL op een na al haar zetels. Het dramatische resultaat was het gevolg van het overlopen van CNBL-rijksdagafgevaardigden naar de NSDAP. Bij de Rijksdagverkiezingen van november 1932 verkreeg de CNBL nog maar 46.000 stemmen en verloor ook haar laatste zetel in de Rijksdag.
Na de nationaalsocialistische machtsovername van 1933 werd de CNBL verboden.

## Voorzitters
| Persoon                           | periode     |
| --------------------------------- | ----------- |
| Erwin Baum                        | 1928 - 1930 |
| Ernst Höfer                       | 1930 - 1931 |
| Wolfgang von Hauenschild-Tscheidt | 1931 - 1933 |

## Prominente leden
- Erwin Baum - voorzitter 1928-1930
- Claus Peter Boyens - medeoprichter CNBL, CDU politicus
- Günther Gereke - vicevoorzitter 1929-1933, rijkscommissaris van Werkverschaffing 1932-1933, Oost-Duits politicus (CDUD)
- Wolfgang von Hauenschild-Tscheidt - voorzitter 1931-1933
- Ernst Höfer - voorzitter 1930-1931
- Hans Fallada - dichter
- Karl Hepp - Rijksdag-, daarna Bondsdagafgevaardigde
- Walter von Keudell - staatssecretaris van Bosbouw 1934-1937
- Ernst von Salomon - schrijver
- Martin Schiele - minister van Voedselvoorziening 1930-1932

## Zetelverdeling
| Jaar | zetels |
| ---- | ------ |
| 1928 | 10     |
| 1930 | 19     |
| 1932 | 1      |
| 1932 | 0      |

## Verwijzing
1. ↑  Juli 1932
2. ↑  November 1932